# Ghidigeni
Ghidigeni est une commune roumaine située dans le județ de Galați.